# USS Delaware (BB-28)
Pour les autres navires du même nom, voir USS Delaware.
L’USS Delaware (BB-28) est le premier cuirassé dreadnought classe Delaware de la Marine des États-Unis. La quille du navire est posée au chantier naval Newport News Shipbuilding en novembre 1907. Il est lancé en janvier 1909, et mis en service en avril 1910. C'est le sixième navire à être nommé d'après l'État du Delaware. Il est armé de batteries principales de 12 pouces (305 mm) positionné sur ligne médiane du navire, ce qui en fait le cuirassé le plus puissant du monde à l'époque de sa construction. C’est également le premier cuirassé de la marine américaine à être capable de tenir à toute vapeur et à pleine vitesse pendant 24 heures en continu sans avoir de panne.
Le Delaware sert dans l'Atlantic Fleet tout au long de son existence. Au cours de la Première Guerre mondiale, on l'envoie en Grande-Bretagne pour venir renforcer la Grand Fleet britannique, au sein de la 6e escadre (en) ; mais il n'est jamais engagé au combat car dès 1915, Britanniques et Allemands ont renoncé à toute confrontation directe en haute mer. Après la guerre, il reprend ses manœuvres d'entraînement et ses journées portes ouvertes dans les ports du monde entier. Au terme du Traité naval de Washington, le Delaware reste en service jusqu'à l'achèvement de l'USS Colorado (BB-45) en 1924, avant d'être vendu pour la ferraille.

## Conception et construction
Le Delaware mesure une longueur hors-tout de 158 m. Son maître-bau est de 26 m et son tirant d'eau de 8 m. Il déplace 20 707 t à vide et 22 759 t à pleine charge. Sa proue comporte un des premiers exemples de bulbe d'étrave.
Ce navire est propulsé par deux moteurs à triple expansion à compression verticale, tournant à 25 000 CV (soit 18 650 kW), et quatorze chaudières à charbon Babcock & Wilcox : cela lui confère une vitesse de pointe de 21 nœuds (soit 39 km/h). Son autonomie est de 6 000 milles nautiques à la vitesse de croisière de 10 nœuds. Les suspensions des machines du Delaware étant équipées d'un circuit de lubrification étanche, au lieu d'une lubrification gravitaire à débit de fuite, ce bâtiment est le premier vaisseau américain à pouvoir naviguer en continu pendant plus de 24 heures à pleine vitesse sans intervention de maintenance. Il embarque un équipage de 933 marins et officiers,.
Il est armé en avril 1910 de dix canons de marine de 305 mm calibre 45 Mark 5 et cinq tourelles de canons Mark 7 jumelés, dont deux en tourelles superposées à l'avant. Les trois autres tourelles se trouvent à l'arrière du château. Des batteries secondaires de 14 canons de calibre 127 mm, montées sur des affûts de Mark 9 et Mark 12, équipent des casemates le long de la coque approvisionné à 240 coups chacun soit un total de 3 360 obus. Comme il est d'usage pour les navires amiraux de l'époque, il possède dans la coque de bordée une paire de tubes lance-torpilles de 533 mm immergés. Le blindage principal est épais de 280 mm, le pont possède un blindage de 50 mm, les tourelles un blindage de 305 mm et le château un blindage latéral de 292 mm. Au moment de sa construction, le Delaware est, selon N. Friedman, le bâtiment de guerre le mieux armé au monde.

## Histoire opérationnelle

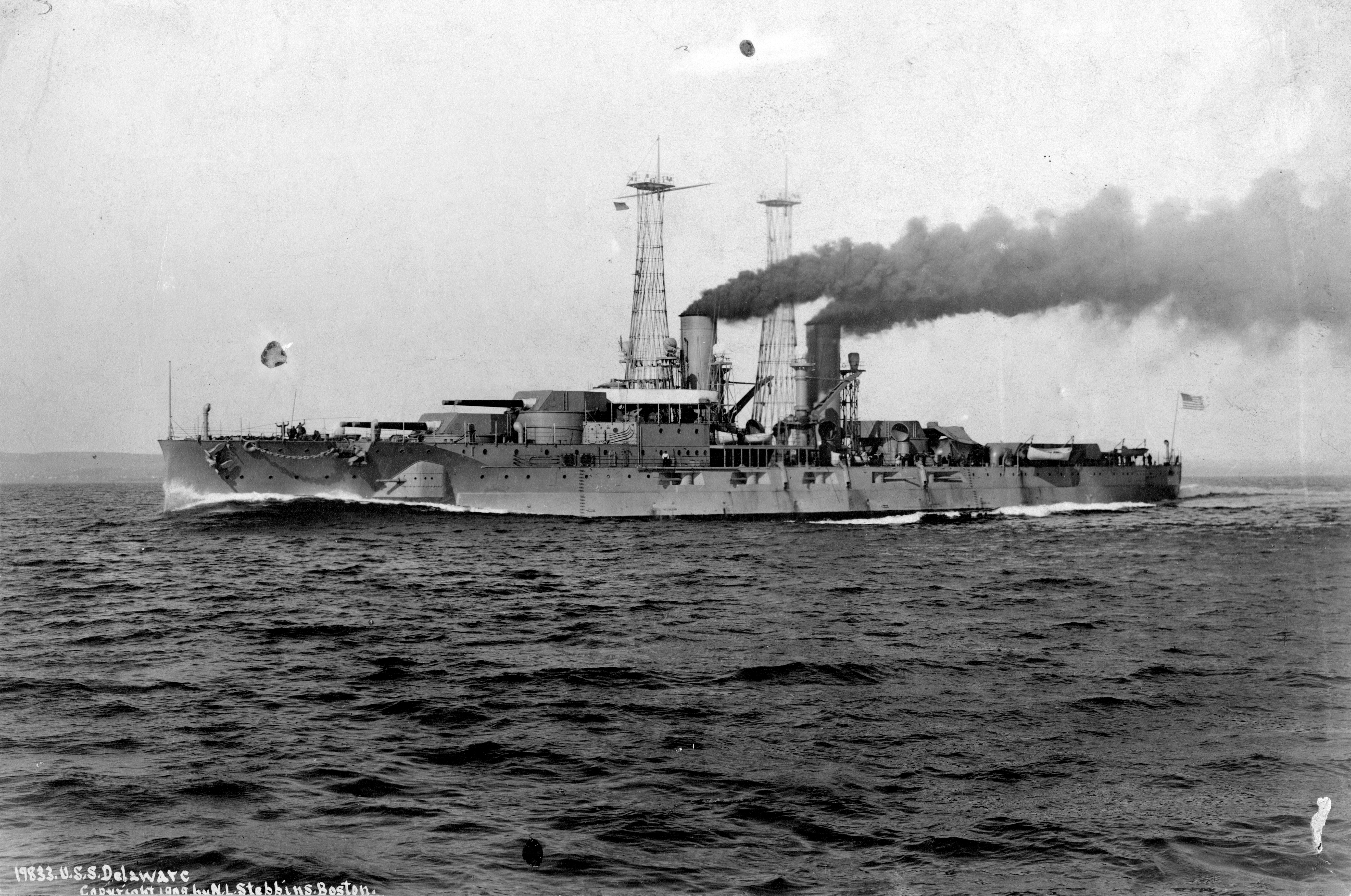
Voyage inaugural du Delaware.

Le Delaware est assemblé par les arsenaux de Newport News Shipbuilding ; sa construction se termine le 11 novembre 1907 et il est mis à l'eau le 6 janvier 1909. Une fois terminé l'accastillage, le navire est intégré à l'US Navy le 4 avril 1910. Le 3 octobre, il se rend à Wilmington (Delaware), où les autorités de l’État remettent à l’équipage un service en argent. Puis il retourne à Hampton Roads le 9 octobre, avant de rejoindre la 9e Division de l'Atlantic Fleet le 1er novembre. Cette division part ensuite en Angleterre et en France, puis en manœuvre au large de Cuba durant le mois de janvier 1911. Le 17 janvier, l'explosion d'une chaudière fait huit morts parmi les hommes d'équipage, et en défigure un neuvième. Le 31 janvier, le cuirassé est chargé de ramener au Chili les cendres d'Anibal Cruz, ambassadeur du Chili aux États-Unis : il fait escale à Rio de Janeiro, au Brésil, double le Cap Horn et vient ancrer à Punta Arenas. Il est de retour à New York City le 5 mai, repart pour Portsmouth le 4 juin afin de participer à la revue de la flotte du Commonwealth en l'honneur du roi George V.
Au cours des cinq années suivantes, le Delaware connaît la routine des manœuvres d'escadre en temps de paix : exercices de tir au canon et à la torpille dans l'Atlantique. Les mois d'été, il sert de navire-école pour cadets de l’Académie navale d'Annapolis. Il participe à la revue militaire du 14 octobre 1912, en présence du président Taft et du Secrétaire à la Marine des États-Unis George von Lengerke Meyer. En 1913, il participe, avec l'USS Wyoming et l'USS Utah, à des manœuvres amicales à Villefranche-sur-Mer, puis à l'intervention au Mexique à Veracruz, destinée à mettre à l'abri les ressortissants américains lors de la Révolution Mexicaine.

### Durant la Première Guerre mondiale

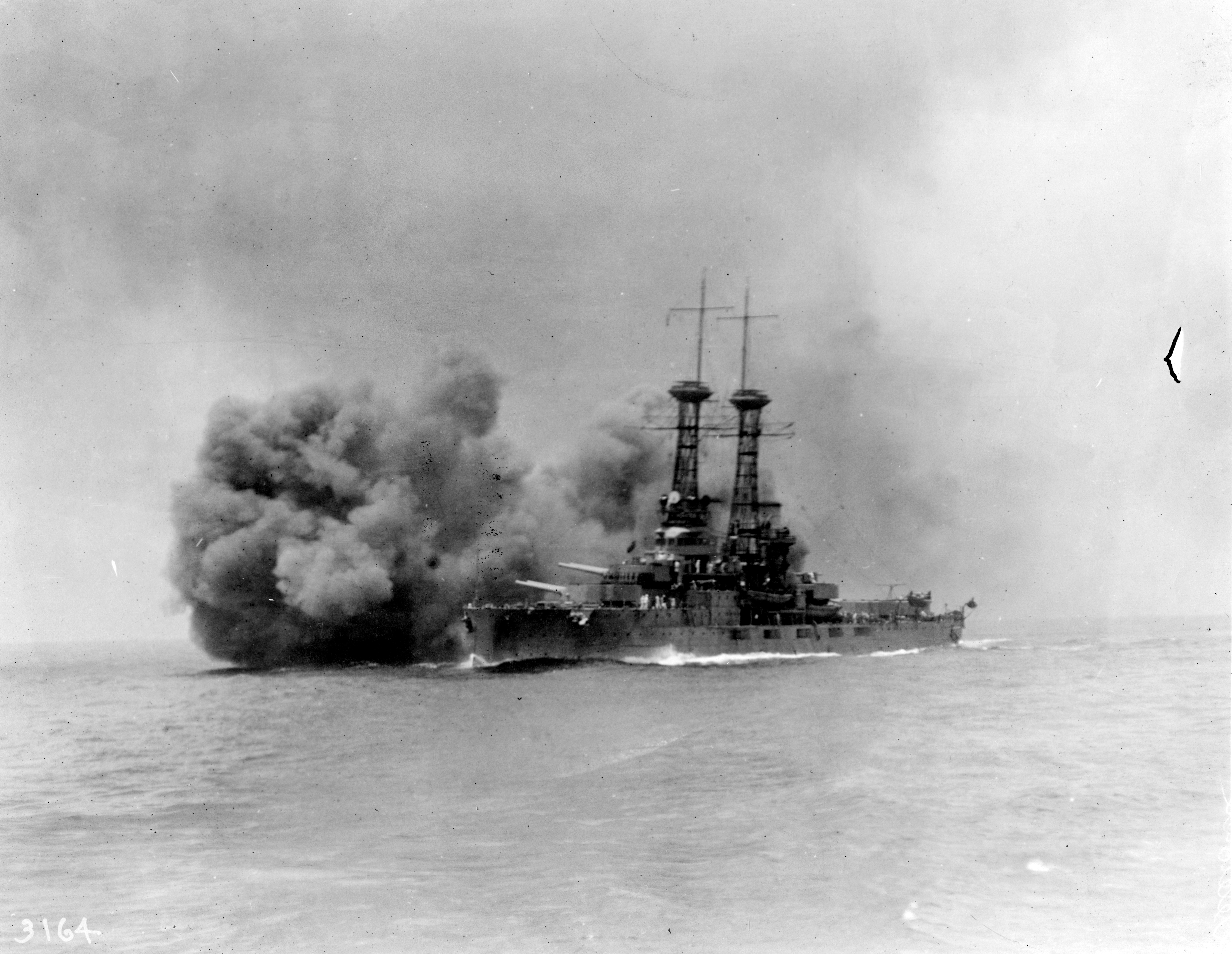
Les batteries du Delaware en action pendant des tirs d'entraînement en 1920.

À la suite de l'entrée en guerre des États-Unis le 6 avril 1917, le Delaware est rapatrié de la Mer des Antilles, où il est en manœuvre, à la base de Hampton Roads. Là, l’équipage est relevé et l'Atlantic Fleet se prépare à rejoindre l'Europe. Le 25 novembre 1917, il part avec la 9e division de cuirassé (en) de la flotte vers la Grande-Bretagne pour appuyer la Grand Fleet en Mer du Nord, qu'elle rallie à Scapa Flow, pour former la 6e escadre alliée (en). Le 14 décembre, le Delaware participe à des manœuvres conjointes anglo-américaines.
À la fin de l'année 1917, les Allemands entreprennent des attaques sur les convois britanniques vers la Scandinavie ; en réponse, les Britanniques dépêchent des escadres de la Grand Fleet pour escorter les cargos. Ainsi, le 6 février 1918, la 6e escadre, accompagnée de huit destroyers britanniques, escorte un convoi de flotte marchande en partance pour la Norvège. Au large de Stavanger, le 8 février, le Delaware est par deux fois la cible d'un U-Boot, mais il parvient à éviter les torpilles et rallie Scapa Flow le 10 ; il escorte encore deux convois en mars et avril. Du 22 au 24 avril, la flotte allemande s'efforce d’intercepter l'un des convois dans l'espoir de diviser et d'anéantir l'escadre de couverture ; c'est alors que, le 24 avril, le Delaware et le reste de la Grand Fleet quittent Scapa Flow pour affronter les Allemands, mais la Hochseeflotte ennemie a déjà décroché et regagné Kiel.
À partir du 30 juin, la 6e escadre est chargée, avec une division de destroyers britanniques, de couvrir un groupe de mouilleurs de mines américains affectés au blocus de la Mer du Nord : la mission s'étale jusqu'au 2 juillet. Le roi George V inspecte le Delaware à Rosyth, en même temps que sa Grand Fleet et ce bâtiment est relevé par le cuirassé USS Arkansas : il retraverse l'Atlantique et fait mouillage à Hampton Roads le 12 août.

### Entre-deux-guerres

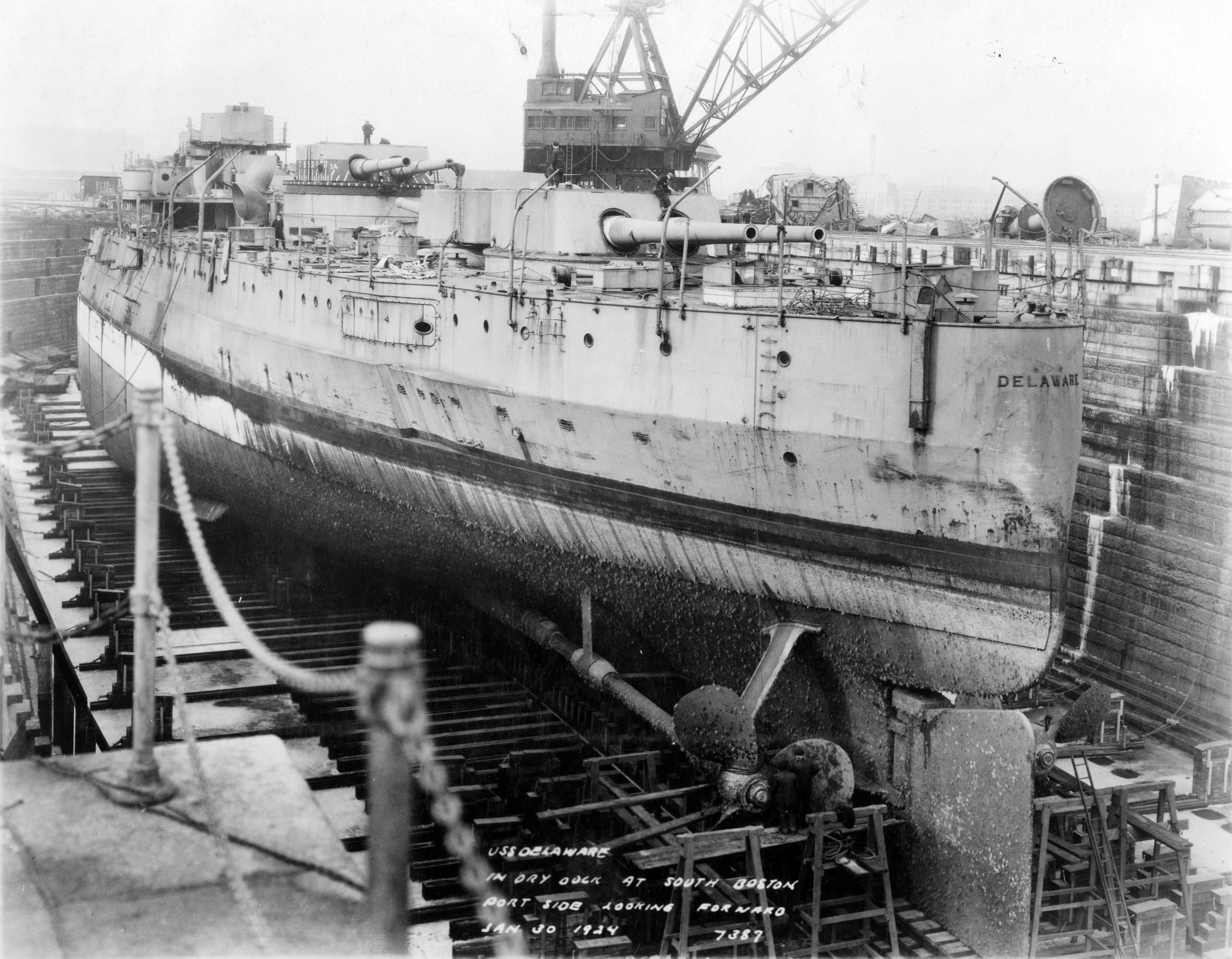
Démantèlement du Delaware en janvier 1924.

Le Delaware demeure sur le York River jusqu'au lendemain de la signature de l'armistice (12 novembre 1918), puis il est envoyé pour une mise à sec au chantier de Boston Navy Yard. Le Delaware rejoint la flotte le 11 mars 1919 pour des manœuvres d’entraînement au large de Cuba. Toute la division navale est de retour à New York le 14 avril, pour de nouveaux exercices militaires. Une revue a lieu le 28 avril 1921 à Hampton Roads. Du 5 juin au 31 août 1922, le Delaware en tant que navire école, amène les cadets dans divers ports des Antilles et à Halifax, en Nouvelle-Écosse. Il effectue une nouvelle traversée vers l'Europe du 9 juillet au 29 août 1923, et visite Copenhague, Greenock, Cadix et Gibraltar.
Au début des années 1920, les États-Unis, la Grande-Bretagne et le Japon se lancent dans d’énormes programmes de construction navale. Ces trois nations, s'avisant qu'une course aux armements pourrait avoir des conséquences funestes, négocient une limitation des armes à la Conférence navale de Washington : ces pourparlers débouchent sur le Traité naval de Washington, signé en février 1922. D'après l'article II de ce traité, le Delaware et le USS North Dakota devront être démantelés dès que l'USS Colorado et l'USS West Virginia pourront rejoindre la flotte américaine. Le 30 août 1923, le Delaware est donc mis en cale sèche à l'arsenal de Norfolk Navy Yard ; son équipage est réaffecté au Colorado, et les travaux de démolition commencent. Le Delaware est transféré à l'arsenal du Boston Navy Yard, retiré des effectifs le 10 novembre et désarmé. La coque est revendue le 5 février 1924 pour être vendue pour la ferraille,.